# 조수삼
조수삼(趙秀三, 1762년 ~ 1849년)은 조선 후기의 위항 시인이다. 본관은 한양(漢陽). 초명은 경유(景濰). 자는 지원(芝園)·자익(子翼), 호는 추재(秋齋)·경원(經畹)이다. 문장과 시작에 천재적 소질이 있어 여섯 차례나 중국에 왕래하면서 시명(詩名)을 떨쳤고 중국어에 능했다. 글씨도 잘 썼다 한다.

## 생애
전라도 전주에서 태어났다. 4세에 글을 배우기 시작해 8세에 시를 지었으며 12세에 백일장에서 이름을 떨쳤다. 태어난 계층은 중인 가운데서도 한미한 편이었다. 문학뿐 아니라 다양한 재능과 조예를 지녀서 그의 동료들은 조수삼이 특출한 것이 열 가지 있는데 누구든지 그 한 가지만 지녀도 세상에서 부러울 것이 없겠다고까지 말했다고 한다. 그 열 가지는 다음과 같다. 풍모, 시문, 과문, 동의학, 바둑, 글씨, 기억력, 웅변, 덕행, 병 없이 장수한 것이다.
당시 천대받던 위항 시인들인 천수경, 조희룡, 장지원 등과 사귀었으며, 당대의 저명한 실학자인 이덕무, 박제가, 이서구, 김정희 등과도 교유하였다. 그러나 한때 무관 말직에 있었을 뿐 평생을 불우한 평민으로 보냈다.
저서로 《추재집(秋齋集)》 8권 4책이 있다.

## 평가

### 당대
김정희는 《완당집》에서 조수삼을 칭찬하면서 “그대의 시는 뜻이 깊어서 두자미에 비길 수 있다”고 했으며, 김명희는 《산천집》에서 “경원 선생의 시는 늙을수록 새롭다. 정주에서 지은 시는 모두 웅장하고 호방하여 북방의 흰 눈과 변방의 칼바람을 연상케 한다”고 했다.